# 延巴赫
延巴赫是奥地利蒂罗尔州施瓦茨县的一个市镇。总面积15.22平方公里，总人口6896人，人口密度453.1人/平方公里（2005年）。